# Innocence (serie televisiva)
Innocence (Masumiyet) è un serial televisivo drammatico turco composto da 13 puntate, trasmesso su Fox dal 24 febbraio al 24 maggio 2021.
In Italia la serie va in onda su Canale 5 dal 12 luglio 2025.

## Trama
La vita di Bahar, sposata e madre di due figli, cambia quando la figlia diciannovenne si innamora dell'uomo sbagliato. Il primo amore di sua figlia Ela non è uno studente universitario della sua età, ma piuttosto il capo trentacinquenne di suo padre, che sta per sposare un'altra. Gli sforzi di Bahar per salvare sua figlia da questa relazione sono inconcludenti.

## Puntate
| Stagione       | Puntate | Puntate | Prima TV | Prima TV      |
| Stagione       | Turchia | Italia  | Turchia  | Italia        |
| -------------- | ------- | ------- | -------- | ------------- |
| Prima stagione | 13      | 12      | 2021     | 2025-in corso |

## Personaggi e interpreti
- Harun Orhun (episodi 1-13), interpretato da Mehmet Aslantuğ, doppiato da Riccardo Lombardo.
- Hale Ilgaz (episodi 1-13), interpretata da Hülya Avşar, doppiata da Roberta Pellini.
- Bahar Yüksel (episodi 1-13), interpretata da Deniz Çakır, doppiata da Eleonora De Angelis.
- Ela Yüksel (episodi 1-13), interpretata da İlayda Alişan, doppiata da Anna Maria Laviola.
- İlker Ilgaz (episodi 1-13), interpretato da Serkay Tütüncü, doppiato da Luca Mannocci.
- İrem Orhun (episodi 1-13), interpretata da Deniz Işın, doppiata da Virginia Brunetti.
- Timur Yüksel (episodi 1-13), interpretato da Tolga Güleç, doppiato da Roberto Certomà.
- Banu Kaya (episodi 1-13), interpretata da Asena Tuğal.
- İsmail Ilgaz (episodi 1-13), interpretato da Ertuğrul Postoğlu.
- Yelda Demirci (episodi 1-13), interpretata da Selen Uçer.
- Hande Hancı (episodi 1-13), interpretata da Asena Keskinci.
- Birce (episodi 1-13), interpretata da Neslihan Arslan.
- Gülizar Yüksel (episodi 1-13), interpretata da Rüçhan Çalışkur.
- Neva Hancı (episodi 1-13), interpretata da Alayça Öztürk.
- Asu Ilgaz (episodi 1-13), interpretata da Kimya Gökçe Aytaç.
- Emel Yüksel (episodi 1-13), interpretata da Gizem Ergün.
- Umut Demirci (episodi 1-13), interpretato da Ozan Kaya Oktu.
- Mert Yüksel (episodi 1-13), interpretato da Adin Külçe.
- Aleyna (episodi 1-13), interpretata da Almina Günaydın.
- Burçak (episodi 1-13), interpretata da Sevgi Temel.
- Avvocato Beril (episodi 1-13), interpretata da Süreyya Güzel.
- ¿? (episodi 1-13), interpretata da Ceren Erginsoy.
- Cenk (episodi 1-13), interpretato da Sonat Tokuç.
- Ata (episodi 1-13), interpretata da Ata Keskin.
- Bahadir (episodi 2-13), interpretato da Doga Yaltirik.
- Hakim (episodi 6, 8-12), interpretato da Nuray Serefoglu.
- Serkan (episodi 6-12), interpretato da Bahtiyar Ergün.

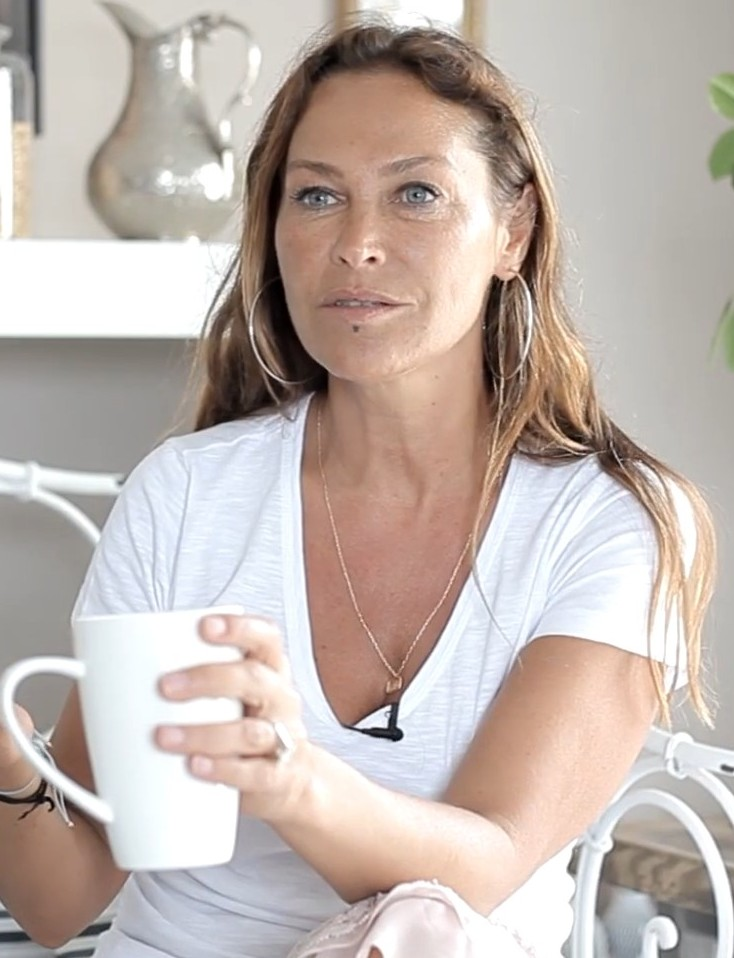
Hülya Avşar interpreta Hale Ilgaz

## Produzione
La serie è diretta da Feride Kaytan, scritta da Sırma Yanık e prodotta da Gold Film.

### Riprese
Le riprese sono state effettuate a Istanbul (dove alcune scene sono state realizzate a Riva e presso la villa del defunto uomo d'affari Sakıp Sabancı) e nelle località in provincia di Kocaeli come Gebze, İzmit, Kandıra, Derince, Dilovası, Kartepe, Gölcük, Körfez, Başiskele e Karamürsel.

## Riconoscimenti
- Ayakli Gazete TV Stars Awards
  - 2021: Candidatura come Miglior attrice non protagonista a İlayda Alişan